# Gottfried Kottmann
Gottfried "Göpf" Kottmann (ur. 15 października 1932 w Zurychu, zm. 6 listopada 1964 w Rüdlingen) – szwajcarski wioślarz i bobsleista, brązowy medalista olimpijski i brązowy medalista mistrzostw świata.

## Kariera sportowa
Wystąpił na igrzyskach olimpijskich w Rzymie w 1960, zajmując szóste miejsce w czwórkach bez sternika. Na rozgrywanych cztery lata później igrzyskach olimpijskich w Tokio wystąpił w jedynkach. W wyścigu finałowym zajął trzecie miejsce, przegrywając tylko z Wiaczesławem Iwanowem z ZSRR i Achimem Hillem ze Wspólnej Reprezentacji Niemiec.
Na mistrzostwach Europy w Amsterdamie (1954) i mistrzostwach Europy w Gandawie (1955) zdobywał złote medale w dwójkach ze sternikiem. W tej samej konkurencji zdobył też srebro na mistrzostwach Europy w Bledzie (1956) i brąz na mistrzostwach Europy w Poznaniu (1958). Ponadto wywalczył złoto w czwórkach bez sternika na mistrzostwach Europy w Mâcon (1959) oraz brąz w czwórkach ze sternikiem na mistrzostwach Europy w Duisburgu (1957).
W 1963 zwyciężył w Królewskich Regatach Henley. Poza wioślarstwem Kottmann startował także w bobslejach, zdobywając między innymi brązowy medal w czwórkach na mistrzostwach świata w Cortina d’Ampezzo w 1960. W obu sportach zdobywał mistrzostwo Szwajcarii. Parę miesięcy po igrzyskach w Tokio Kottmann brał udział jako nurek w ćwiczeniach wojskowych w okolicach Rüdlingen. W trakcie ćwiczeń utonął w Renie.